# Sarcophaga trifulcata
Sarcophaga trifulcata är en tvåvingeart som beskrevs av Shinonaga och Tumrasvin 1979. Sarcophaga trifulcata ingår i släktet Sarcophaga och familjen köttflugor.
Artens utbredningsområde är Thailand. Inga underarter finns listade i Catalogue of Life.